# Libanon op de Olympische Winterspelen 2014
Libanon was een van de landen die deelnam aan de Olympische Winterspelen 2014 in Sotsji, Rusland.

## Deelnemers en resultaten
(m) = mannen, (v) = vrouwen 

### Alpineskiën
| Olympiër (deelname) | Onderdeel        | Resultaat | Prestatie                                                          |
| ------------------- | ---------------- | --------- | ------------------------------------------------------------------ |
| Alexandre Mohbat    | reuzenslalom (m) | 69e       | Totaal; 3.17,85 (+32,56) run 1: 1.38,96 (75e) run 2: 1.38,89 (69e) |
| Alexandre Mohbat    | slalom (m)       | 42e       | Totaal: 2:21,79 (+39,95) run 1: 1.03,77 (75e) run 2: 1.18,02 (42e) |
|                     |                  |           |                                                                    |
| Jacky Chamoun (2)   | slalom (v)       | 47e       | Totaal: 2.28,74 (+44,20) run 1: 1.16,05 (58e) run 2: 1.12,69 (48e) |